# Niels Gotenborg
 Niels Laurits Gotenborg (8. januar 1878 i Hjallese – 29. juni 1964 i København) var en dansk arkitekt.
Gotenborg blev murersvend 1896, tog afgang fra Odense Tekniske Skole i Odense 1898, arbejdede som murer i Berlin 1899-1900, og blev optaget på Kunstakademiet i marts 1903. Han tog afgang januar 1910 og havde i studietiden været medarbejder hos Anton Rosen 1902-08 og Heinrich Wenck 1908-1911. Han modtog K.A. Larssens Legat 1907-08 og rejste derpå i Sverige (bl.a. Gotland) 1908 samt Tyskland, Østrig, Schweiz og Italien 1909. Han udstillede tegninger på udstillinger i Göteborg, London, Bryssel og på den internationale arkitekturudstilling i Gent 1921.
Niels Gotenborg drev i en årrække en stor tegnestue i København, og hans arkitektur fulgte tidens strømninger. Fra et afsæt i Bedre Byggeskik bevægede han sig mod funktionalismen. Hans huse fra 1930'erne vidner om impulser fra funktionalismen, men er stadig rodfæstet i symmetriprincipperne i Bedre Byggeskik. I sit fabriksanlæg af jernbeton (1945) på Amager er funktionalismen dog slået helt igennem i hans arkitektur.

## Værker
- Porcelænsfabrik i Kastrup
- Boligbebyggelse ved Borups Allé for Københavns Kommune (1919)
- Boligbebyggelse ved Frankrigsggade og Lyneborggade, København (1919-21, sammen med Christian Mathiasen)
- Bavnevangens Haveby, Bavnevangen, Ellevangen, Pilevangen, Tjørnevangen og Egevangen, Brønshøj (1922-23, præmieret af Københavns Kommune)
- Villaer, Vespervej 7 og 9, Hellerup (1931, nr. 7 ombygget)[1]
- Dansk Stålmøbelfabrik, senere Tørsleff, Strandlodsvej 44, København (1945)
- Flere boligbebyggelser og villaer

### Konkurrencer
- Østifternes Kreditforening (præmieret 1913)
- Andelsbanken (4. præmie 1917, sammen med Chr. Mathiasen)
- Adel- og Borgergades bebyggelse (2. præmie 1919, sammen med Chr. Mathiasen)